# 你那天的笑意。
《你那天的笑意。》（日语：君があの日笑っていた意味を。），是日本歌手及演員小野惠令奈推出的第4張個人單曲。

## 概要
本單曲，（中文大意為：你那天笑的意思。），官方簡稱「君笑」，是小野惠令奈於推出第三張單曲後，三個月內推出的單曲，主題為「飛び出す」，可解為「衝出」之意。據本人表示，覺得當女子向着（自己的）夢想和希望下定了決心之時，從自己內裡的狹窄房間中起跑，衝出去的姿態是十分厲害。 。 跟之前三張單曲一樣，本作同名歌曲之作詞同樣由小野惠令奈担當，並且參與PV及CD封面拍攝之企劃。與前作不同的是首次與樂隊合作，於歌曲中加入搖滾風格，並且與樂隊結成同樣是主唱小野惠令奈的其中一個夢想 。本單曲以通常盤、初回限定盤A、初回限定盤B、初回限定盤C等4個形態發售。

## 相關消息
- 2013年2月1日，於官方網站「えれ属」中發表將推出本單曲。
- 2013年2月11日，於官方網站「えれ属」中公開本單曲之封面。
- 2013年2月11日，歌曲於RecoChoku開始以電話鈴聲发售。
- 2013年2月22日，於官方網站「えれ属」中公開本單曲內歌曲的PV。
- 2013年2月23日，於官方網站宣布於3月7日舉行「発売記念＜春一番！大抽選会＞」[3]。
- 2013年2月27日，於dwango開始以電話鈴聲发售。
- 2013年3月1日，於涉谷舉行新曲活動「えれぴょんバンド新曲お披露目会」。
- 2013年3月6日，於惠比壽舉行活動「えれぴょんバンド初ライブinリキッドルーム」。
- 2013年3月7日，於東京NICONICO本社舉行發售紀念活動「発売記念イベント＜春一番！大抽選会＞」。
- 2013年3月9日，於大阪舉行發售紀念及握手會「出張えれぴょんバンド握手会in大阪」。
- 2013年3月10日，於東京台場舉行發售紀念迷你演唱會及握手會「えれぴょんバンド握手会in台場」。

## 發售形態

### 通常盤
CD
1. 君があの日笑っていた意味を。 [4:39]
  - 作詞：小野惠令奈、作曲：森谷康昭、編曲：賀佐泰洋
2. MISERU come true [3:28] 
  - 作詞：小野惠令奈、作曲：板垣祐介、編曲：corin.
3. 君があの日笑っていた意味を。（off vocal ver.）
4. MISERU come ture （off vocal ver.）

### 初回限定盤A
CD
1. 君があの日笑っていた意味を。 
  - 作詞：小野惠令奈、作曲：森谷康昭、編曲：賀佐泰洋
2. MISERU come true 
  - 作詞：小野惠令奈、作曲：板垣祐介、編曲：corin.
3. 君があの日笑っていた意味を。（off vocal ver.）
4. MISERU come ture （off vocal ver.）

DVD
1. 君があの日笑っていた意味を。MUSIC VIDEO
2. 君があの日笑っていた意味を。MAKING

### 初回限定盤B
CD
1. 君があの日笑っていた意味を。 
  - 作詞：小野惠令奈、作曲：森谷康昭、編曲：賀佐泰洋
2. 恋愛勇者 [4:33] 
  - 作詞・作曲・編曲：Last Note.
3. 君があの日笑っていた意味を。（off vocal ver.）

DVD
1. 君があの日笑っていた意味を。ジャケットオフショット（封面攝影）

### 初回限定盤C
CD
1. 君があの日笑っていた意味を。 
  - 作詞：小野惠令奈、作曲：森谷康昭、編曲：賀佐泰洋
2. ふたり [4:24] 
  - 作詞・作曲：飯岡隆志、編曲：SCUDERIA☆180
3. 君があの日笑っていた意味を。（off vocal ver.）
4. ふたり（off vocal ver.）

DVD
1. レコーディングオフショット（RECORD攝影）

## 備註
1. ↑  .   [2013-03-01]. （原始内容存档于2016-03-04）.
2. ↑  .   [2013-05-01]. （原始内容存档于2013-05-01）.
3. ↑  小野恵令奈4thシングル「君があの日笑っていた意味を。」発売記念＜春一番！大抽選会＞開催決定！[永久]

## 外部連結
- 小野恵令奈Warner Music Japan
- 小野恵令奈 小野恵令奈の配信コンテンツ （页面存档备份，存于）
- 小野恵令奈4thシングル「君があの日笑っていた意味を。」リリースイベント詳細発表！！！
- YouTube上的小野恵令奈 - 「君があの日笑っていた意味を。」（warnermusicjapan） 映像（日語）